# Colisión aérea en Gold Coast de 2023

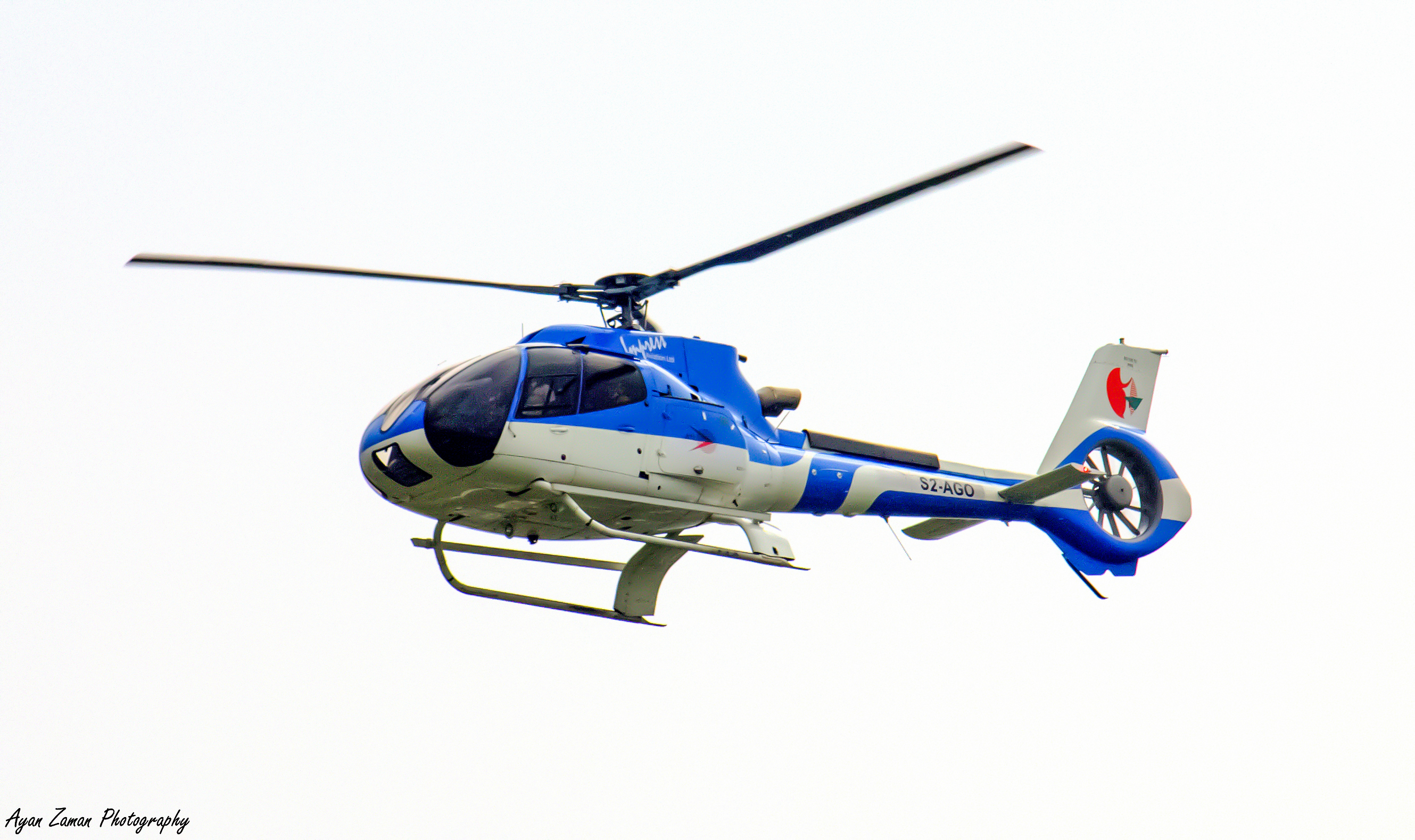
Eurocopter EC130, modelo de los helicópteros accidentados.

La colisión aérea en Gold Coast de 2023 el 2 de enero de 2023, cuando dos Eurocopter EC130 chocaron cerca del parque temático Sea World en la ciudad de Gold Coast, Queensland. El accidente mató a 4 personas e hirió a otras 9.

## Colisión
El 2 de enero de 2023, aproximadamente a la 1:59 p. m. GMT+10, dos helicópteros operados por Sea World Helicopter Tours chocaron mientras uno intentaba aterrizar y el otro salía de un helipuerto en el parque temático Sea World.
Menos de un minuto después del despegue, el helicóptero que partía fue golpeado en la cola[cita requerida] por un helicóptero entrante y se estrelló en un banco de arena, matando a cuatro a bordo y dejando a tres en estado crítico. Muchos miembros del público presenciaron la colisión, con bañistas, navegantes y policías cercanos que asistieron a la escena para proporcionar primeros auxilios y liberar a los pasajeros heridos del helicóptero.
Los nueve sobrevivientes fueron llevados al hospital para recibir tratamiento adicional, uno de los cuales fue transportado al Hospital de Niños de Queensland.
El helicóptero que llegó aterrizó de manera segura en el mismo banco de arena con daños en el vidrio de la cabina y todos a bordo sobreviviendo.

## Investigación
La Oficina Australiana de Seguridad en el Transporte (ATSB) está investigando la colisión, y los investigadores fueron enviados desde las oficinas de ATSB en Brisbane y Canberra. La Oficina está en proceso de producir un informe preliminar sobre la colisión.

## Reacciones
La primera ministra de Queensland, Annastacia Palaszczuk, dijo que el incidente fue una «tragedia impensable» y expresó sus «más profundas condolencias» con todos los involucrados.
El primer ministro australiano, Anthony Albanese, dijo que Australia estaba «conmocionada por la noticia del terrible y trágico» incidente y que sus «pensamientos están con todos los afectados».